# Cuesta Blanca, Magdalena Peñasco
Cuesta Blanca är en ort i Mexiko.   Den ligger i kommunen Magdalena Peñasco och delstaten Oaxaca, i den sydöstra delen av landet, 290 km sydost om huvudstaden Mexico City. Cuesta Blanca ligger 2 115 meter över havet och antalet invånare är 141.
Terrängen runt Cuesta Blanca är kuperad, och sluttar österut. Runt Cuesta Blanca är det glesbefolkat, med 14 invånare per kvadratkilometer. Närmaste större samhälle är Heroica Ciudad de Tlaxiaco, 11,8 km väster om Cuesta Blanca. Trakten runt Cuesta Blanca består i huvudsak av gräsmarker.